# Malayotyphlops kraalii
Malayotyphlops kraalii — вид змій родини сліпунів (Typhlopidae). Ендемік Індонезії.

## Поширення і екологія
Malayotyphlops kraalii відомі кі кількома зразками, зібраними на островах Серам і Кай в архіпелазі Молуккських островів. Вони живуть у вологих тропічних лісах, на плантаціях і в садах, на висоті до 700 м над рівнем моря.